# Conquista della Mecca
La conquista della Mecca (in arabo ﻓﺘﺢ ﻣﻜـة‎?, Fatḥ Makka), o Spedizione della vittoria suprema (in arabo ﻏﺰﻭة ﺍﻟﻔﺘﺢ ﺍلاﻋﻈﻢ‎?, Ghazwat al-fatḥ al-aʿẓam), costituì nel gennaio del 630 l'epilogo del lungo confronto armato tra il profeta islamico Maometto e i suoi concittadini pagani della Mecca, cominciato nel 624 con la battaglia di Badr, quando era rimasta inespugnata dai musulmani solo la città di Ṭāʾif, dal momento che i beduini Banū Hawāzin erano stati sconfitti nello stesso mese di gennaio nella dura battaglia di Ḥunayn.

## Antefatti
L'Accordo di al-Ḥudaybiyya del marzo 628 aveva comportato anche una tregua decennale tra i politeisti meccani e i musulmani di Medina. L'uccisione però un ventennio prima di un beduino dei B. Nufātha, clan appartenente ai B. Bakr b. ʿAbd Manāt b. Kināna, da parte dei B. Khuzāʿa, pur apparentemente risolto con il pagamento del "prezzo del sangue", non aveva mai sopito del tutto i rancori tra i due gruppi. L'uccisione quindi, alla fine del 629, di un arabo dei B. Khuzāʿa, tribù ora alleata con Maometto, da parte di un arabo dei B. Bakr (alleati ai Quraysh), ebbe effetti ben più gravidi di conseguenze di uno dei non rari omicidi dovuti alle frequenti dispute intertribali, dal momento che essa comportava automaticamente la rottura della tregua raggiunta in margine all'Accordo di al-Ḥudaybiyya.
Nel periodo intercorso tra al-Ḥudaybiyya e quel fatto di sangue, i musulmani non avevano cessato di rafforzarsi e di tessere preziose alleanze con i vari gruppi arabi del Ḥijāz, e l'occasione d'infliggere una decisiva sconfitta ai suoi concittadini che l'avevano costretto alla fuga nel 622 coi suoi pochi seguaci non dispiacque al Profeta dell'Islam.
A nulla servì una delegazione meccana guidata dallo stesso Abū Sufyān b. Ḥarb, giunta a Medina per convincere i musulmani della estraneità coreiscita all'episodio. L'Accordo di al-Ḥudaybiyya contemplava infatti la fine della tregua anche in caso di violazione da parte degli alleati dell'una o dell'altra parte.
Con un nutrito gruppo di guerrieri, forte di circa 10 000 armati (ʿashara ālāf),) 1 400 dei B. Juhayna, 700 appartenenti ai B. Sulaym, 400 ai B. Aslam, 1003 ai B. Muzayna e un numero imprecisato ai B. Ghifār - oltre a quanti si unirono lungo il tragitto, appartenenti ai Ghaṭafān o ai Tamīm e, naturalmente, ai Muhājirūn e agli Anṣār, alcuni dei quali costituenti il corpo corazzato degli al-Khaḍrāʾ - organizzati su quattro colonne, al comando di Khālid b. al-Walīd (comandante dell'ala destra), al-Zubayr b. al-ʿAwwam, Saʿd b. ʿUbāda e dallo stesso Maometto (che entrò alla Mecca da Adhākhir), i musulmani si mossero il 2 del mese di Ramadan dell'anno 8 dell'Egira per presentarsi il 13 di quello stesso mese davanti alla città natia del Profeta e dei Muhājirūn, difesa in modo sostanzialmente inadeguato dagli guerrieri agli ordini di ʿIkrima b. Abī Jahl, Ṣafwān b. Umayya e di Suhayl b. ʿAmr.
La sera prima (9 gennaio) Abū Sufyān era stato quasi trascinato da ʿAbbās all'accampamento musulmano. Malgrado ʿUmar insistesse per decapitarlo, giungendo al punto di far rilevare a Maometto il fatto che il suo impulsivo Compagno non avrebbe avuto quell'atteggiamento implacabile se si fosse trattato di un appartenente al clan dei B. ʿAdī b. Kaʿb (cui apparteneva ʿUmar), anziché a quello dei B. ʿAbd Manāf, il Profeta accolse come spontanea la sua formula di conversione, che tra l'altro faceva guadagnare a quello che fino a pochi minuti prima era definito "nemico di Dio" (ʿaduww Allāh) il titolo altamente onorifico (e vantaggioso) di Muhājir, giungendo fino a garantire la personale salvezza a chiunque si fosse rifugiato nell'abitazione di Abū Sufyān.
Non pochi sono i dubbi di una parte della storiografia islamica circa la consolidata e antica fede - avvenuta "nel cuore" per consentire a Maometto di contare su una "quinta colonna" nella sua città natale - dello zio del Profeta ʿAbbās, che aveva quasi trascinato Abū Sufyān al cospetto di Maometto e alla sua conversione, visto che a lungo ha potuto operare la compiacente storiografia filo-abbaside dei secoli a venire, preoccupata di legittimare la "dinastia benedetta" rispetto a quella omayyade da loro abbattuta a metà dell'VIII secolo.

## Lo "scontro"
La resistenza coreiscita fu praticamente insignificante. I meccani avevano già perso psicologicamente e non costituivano più un fronte compatto, fermamente ostile alla Umma islamica. A resistere rimasero, con caparbio senso dell'onore, solo ʿIkrima b. Abī Jahl, Ṣafwān b. Umayya e Suhayl b. ʿAmr, che il 10 gennaio 630 impegnarono sporadici combattimenti ad al-Khandam, con gli Aḥābīsh e i B. al-Ḥārith b. ʿAbd Manāt nelle zone periferiche della città, dal momento che i musulmani stavano penetrando in città proprio dalla parte di al-Līṭ, infliggendo e patendo solo qualche esigua perdita.

ʿIkrima fuggì alla volta dello Yemen, in cui sua madre aveva cospicui interessi legati al commercio di profumi, mentre Ṣafwān e Suhayl si convertivano, affidandosi alla benevolenza del vincitore, che anche in questo caso ebbe modo di esprimersi positivamente. Non altrettanto bene andò ad alcuni odiati nemici del profeta: tre uomini e due donne, colpevoli di aver avversato con azioni e parole Maometto nel corso della sua difficile opera di proselitismo alla Mecca, spesso prima dell'Egira. La metà comunque dei dieci inizialmente indicati perché fossero giustiziati, alcuni dei quali erano riusciti a fuggire, ottenendo più tardi il perdono di Maometto. I dieci erano:
1. ʿIkrima ibn Abī Jahl,
2. Ḥabbār ibn al-Aswad,[14]
3. ʿAbd Allāh ibn Saʿd ibn Abī Sarḥ (per il quale intercedette suo fratello uterino (akh min al-riḍāʿa) ʿUthmān ibn ʿAffān e che sarà destinato a imprese militari di rilievo in Nordafrica nel corso del suo califfato),
4. Miqyas ibn Ḥubāba[15] al-Laythī, colpevole di avere ucciso un Anṣār che aveva provocato per errore la morte del fratello di Miqyas,
5. al-Ḥuwayrith ibn Nuqaydh b. Wahb b. ʿAbd Quṣayy,
6. ʿAbd al-ʿUzzā ibn Hilāl ibn Khaṭal, dei B. Taym b. Ghālib (cui il nome fu mutato in ʿAbd Allāh al momento della sua transitoria conversione[16]), colpevole (dopo essersi convertito) dell'omicidio per futili motivi di un mawlā musulmano che accompagnava un Anṣār che affiancava ʿAbd Allāh nell'incarico di esazione dell'imposta della zakat,
7. Hind bint ʿUtba, che aveva addentato in segno di odio il fegato dello zio di Maometto, Hamza ibn Abd al-Muttalib, caduto a Uḥud, estraendolo dal cadavere,
8. Sāra, la schiava affrancata di ʿAmr ibn Hishām (ossia Abū Jahl),
9. la cantatrice (qayna) Fartanā, di proprietà di ʿAbd al-ʿUzzā ibn Khaṭal, esecutrice di versi ingiuriosi (hijāʾ) all'indirizzo del Profeta,
10. l'altra schiava di nome Qarība.[17]

A vittoria conseguita, i B. Sulaym, di recente conversione, chiesero e ottennero da Maometto un vessillo di color rosso.

## Dopo la conquista
Maometto, secondo la consuetudine bellica dell'epoca, poteva rendere schiava l'intera popolazione meccana ma, con una intelligente magnanimità, affrancò i suoi concittadini, recitando il versetto 92 della Sūra XII, detta di Yūsuf (Giuseppe):
(Trad. di A. Bausani)
 per recarsi poi con Abū Bakr sulla spianata dove sorgeva la Kaʿba.
Qui toccò la Pietra Nera col suo bastone ed effettuò il ṭawāf mentre gli astanti pronunciavano il takbīr, e dispose la distruzione di tutti gli idoli rimasti al suo interno, ivi compreso l'idolo di Hubal.
Restò alla Mecca per 20 giorni e, smentendo i timori degli Anṣār che egli intendesse rimanere nella sua amata città, in cui aveva vissuto per oltre mezzo secolo, tornò a Medina, senza il cui pieno ed entusiastico sostegno la causa della Umma e dello stesso Islam sarebbero state forse vane.